# V577 Возничего
V577 Возничего (лат. V577 Aurigae) — одиночная переменная звезда в созвездии Возничего на расстоянии (вычисленном из значения параллакса) приблизительно 10596 световых лет (около 3249 парсеков) от Солнца. Видимая звёздная величина звезды — от +13,5m до +12,7m.

## Характеристики
V577 Возничего — оранжевая углеродная пульсирующая полуправильная переменная звезда (SR:) спектрального класса C. Эффективная температура — около 3745 K.